# Алиша Тайлър
Алиша Тайлър (на английски: Alicia Tyler) е артистичен псевдоним на бившата американска порнографска актриса Danielle N Porter, родена на 8 декември 1985 г. в Санта Барбара, Калифорния. Дебютира като актриса в порнографската индустрия през 2006 година, на 21-годишна възраст.
Поставена е на 21-во място в класацията на списание „Комплекс“ – „Топ 50 на най-горещите чернокожи порнозвезди за всички времена“, публикувана през септември 2011 г.